# 의정부효자초등학교
의정부효자초등학교는 대한민국 경기도 의정부시에 있는 공립 초등학교이다.

## 학교 연혁
- 2004년 8월 25일 교명 선정
- 2004년 12월 27일 학교설립인가 (의정부효자초등학교)
- 2005년 9월 1일 의정부효자초등학교 개교(7학급), 초대 김진수 교장 부임
- 2007년 2월 15일 제1회 졸업식 (졸업생 54명 배출)
- 2008년 9월 1일 제 2대 한태현 교장 부임
- 2009년 5월 12일 효자 오케스트라 창단
- 2011년 9월 11일 제 3대 전기숙 교장 부임
- 2016년 9월 1일 제 4대 우옥순 교장 부임
- 2019년 1월 4일 제 13회 졸업식 (졸업생 87명, 누적 1447명)

## 참고 자료
- 의정부효자초등학교 - 한국교육학술정보원 학교알리미